# Evangelische Kirche Worms-Leiselheim

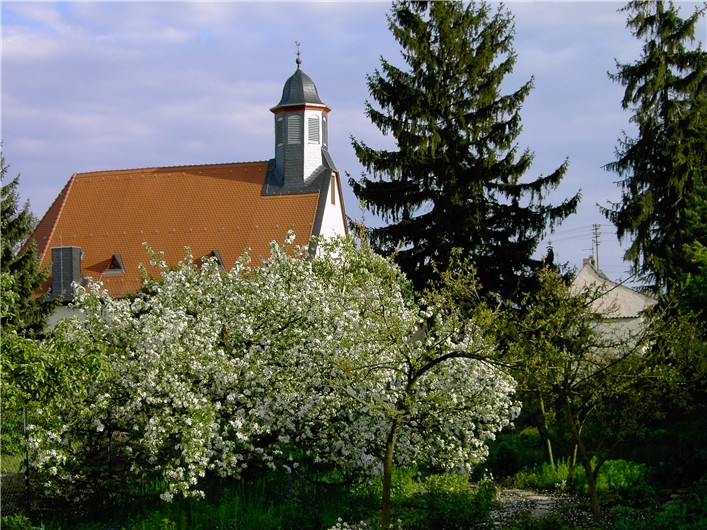
Ansicht von Westen

Die Evangelische Kirche Worms-Leiselheim befindet sich am östlichen Ortseingang. Leiselheim ist ein westlicher Vorort von Worms.

## Vorgeschichte
Der Augsburger Religionsfrieden von 1555 hatte auch für Leiselheim zur Folge, dass die Einwohner den vom jeweiligen Fürsten vorgeschriebenen Glauben annehmen mussten. Aber jeder Herrscherwechsel (durch Heirat, Verkauf, Kriegsfolge) bedeutet einen Religionswechsel für die Einwohner. – Erst als Pfalzgraf Karl Ludwig (1649–1680) abweichende Glaubensrichtungen zuließ, kehrte Ruhe ein: Leiselheim war nun eine gemischtgläubige Gemeinde, in der die Protestanten (Lutheraner und Reformierte) die Mehrheit bildeten.

## Evangelische Kirchen in Leiselheim

### Kirchenteilung
Bis zur Kirchenteilung (1705) existierte in Leiselheim die Friedhofskirche (St. Laurentius), die von allen christlichen Glaubensrichtungen benutzt wurde, was nicht ohne Streitereien abging. Die Kirche war der Nachfolgebau einer Kirche aus dem späten 14. Jahrhundert. Als die Reformation sich durchsetzte, wurde sie gemeinsames Eigentum und Simultankirche der römisch-katholischen und reformierten Gemeinde. Durch den Übergang der Ortsherrschaft von der Kurpfalz an das Hochstift Worms und die fast gleichzeitige Aufhebung des kurpfälzischen Simultaneums in den Jahren 1706 und 1707, kam die Kirche durch Losentscheid in den alleinigen Besitz der römisch-katholischen Gemeinde. Dieses Ergebnis löste großes Erstaunen aus, da zu jener Zeit von 63 Leiselheimer Familien gerade einmal 3 dem katholischen Glauben angehörten.

### Bethaus
Die Lutheraner hatten schon früher in der Tränkstraße ein Bethaus eingerichtet, das von den Einwohnern als die „lutherisch Kirch“ bezeichnet wurde. Die Reformierten mussten sich eine neue Bleibe suchen und fanden sie zunächst im Rathaus. – 10 Jahre später (1716) konnten sie jedoch eine Kirche errichten.

### Evangelische Kirche

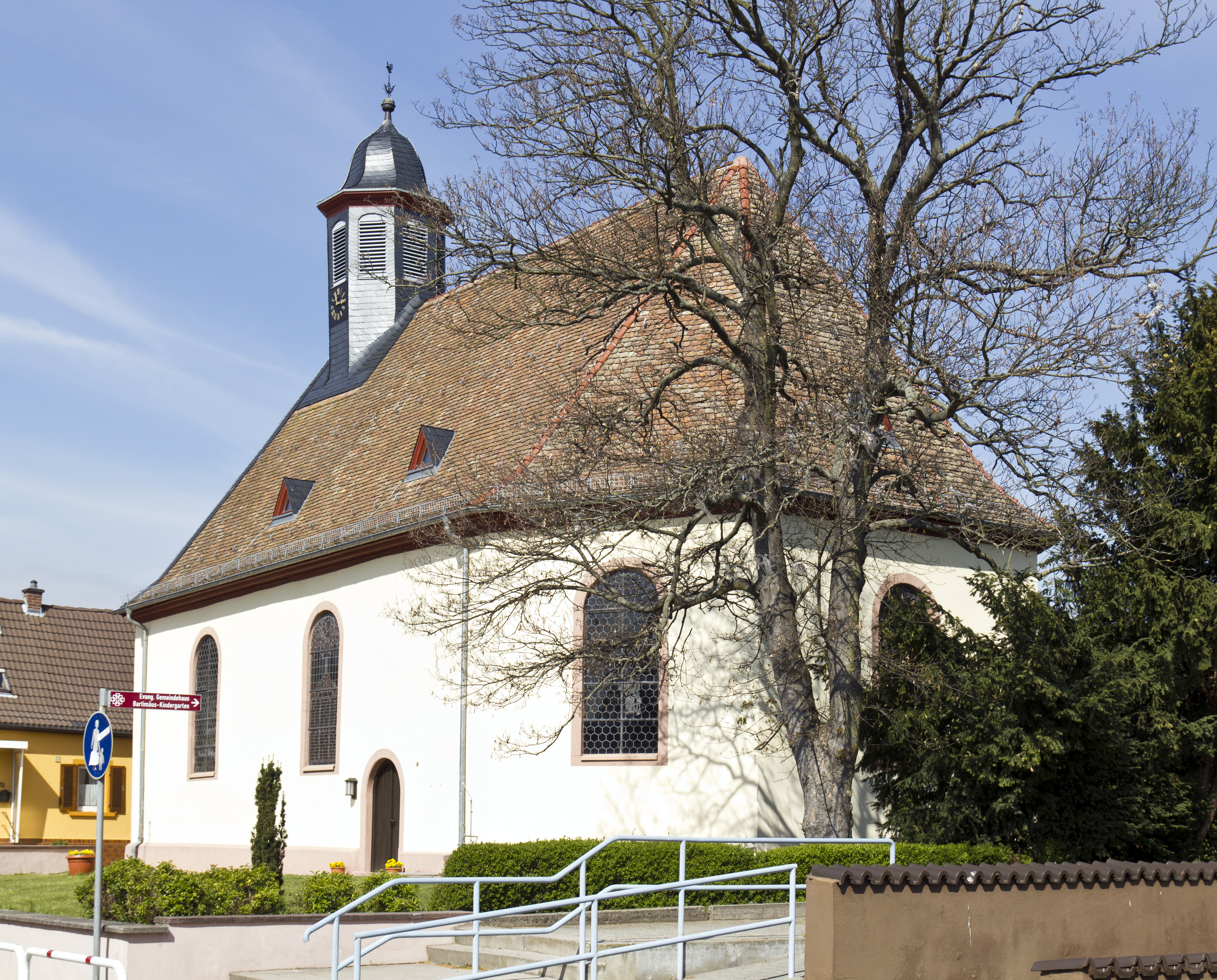
Sicht vom östlichen Ortseingang

Seit der Kirchenunion 1822 nutzen Reformierte und Lutheraner bis heute gemeinsam eine Kirche, die der Reformierten, die vielfache Um-, Erweiterungs- und Renovierungsarbeiten erfuhr und 1998 unter Denkmalschutz gestellt wurde. Sie sei „der charakteristische Typ der reformierten Landeskirche in der ehemaligen Kurpfalz“.

### Pfarrer
Die Pfarrstellen von Hochheim, Neuhausen und später auch noch von Pfiffligheim wurden zusammen mit Leiselheim verwaltet. Erst 1957 wurde eine eigene Pfarrvikarstelle für Leiselheim eingerichtet, die 1970 zur selbständigen Pfarrstelle wurde. Seit 2012 sind die Gemeinden Worms-Leiselheim und Worms-Pfiffligheim pfarramtlich verbunden und haben je eine 50% Pfarrstelle.
| Pfarrvikare           | Heinebach     | 1957–1958 | Dittmann     | 1959–1960 |
| Pfarrvikare           | Lichtenthäler | 1960–1961 | Bitsch       | 1961–1962 |
| Pfarrvikare           | Göbel         | 1962–1963 | Hock         | 1963–1964 |
| Pfarrvikare           | Petersen      | 1964–1966 | Dr. Schirmer | 1966–1967 |
| Pfarrvikar            | Hoff          | 1967–1968 |              |           |
| Pfarrstellenverwalter | Kußmann       | 1970–1973 | Dr. Burger   | 1973–1974 |
| Pfarrstellenverwalter | Dietermann    | 1976–1979 | Koob         | 1982–1983 |
| Pfarrer               | Fischer       | 1985–2020 | Faber        | ab 2020   |

Wie der Tabelle zu entnehmen ist, gab es einige Vakanzen (1975, 1980, 1981).

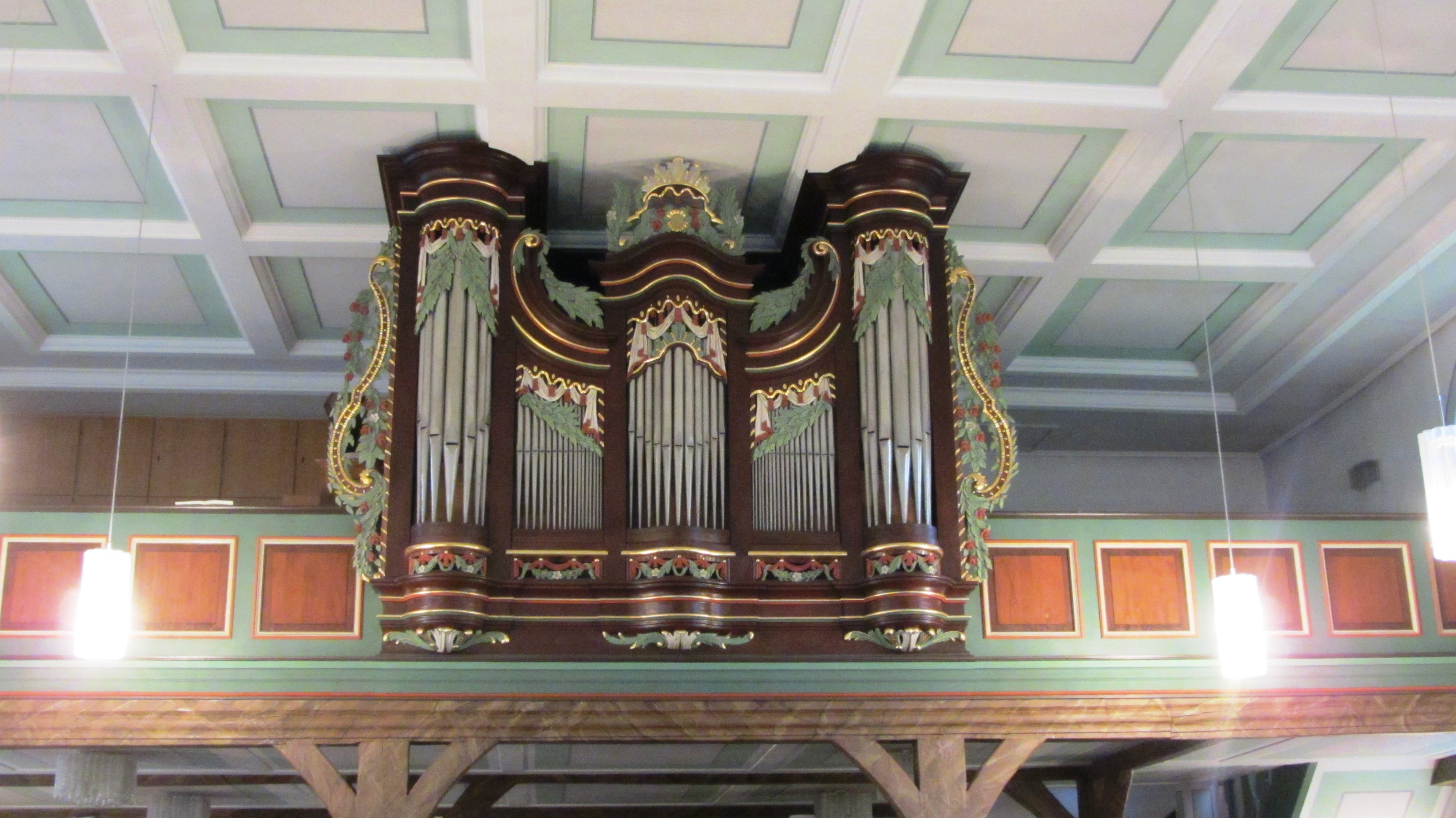
Orgel
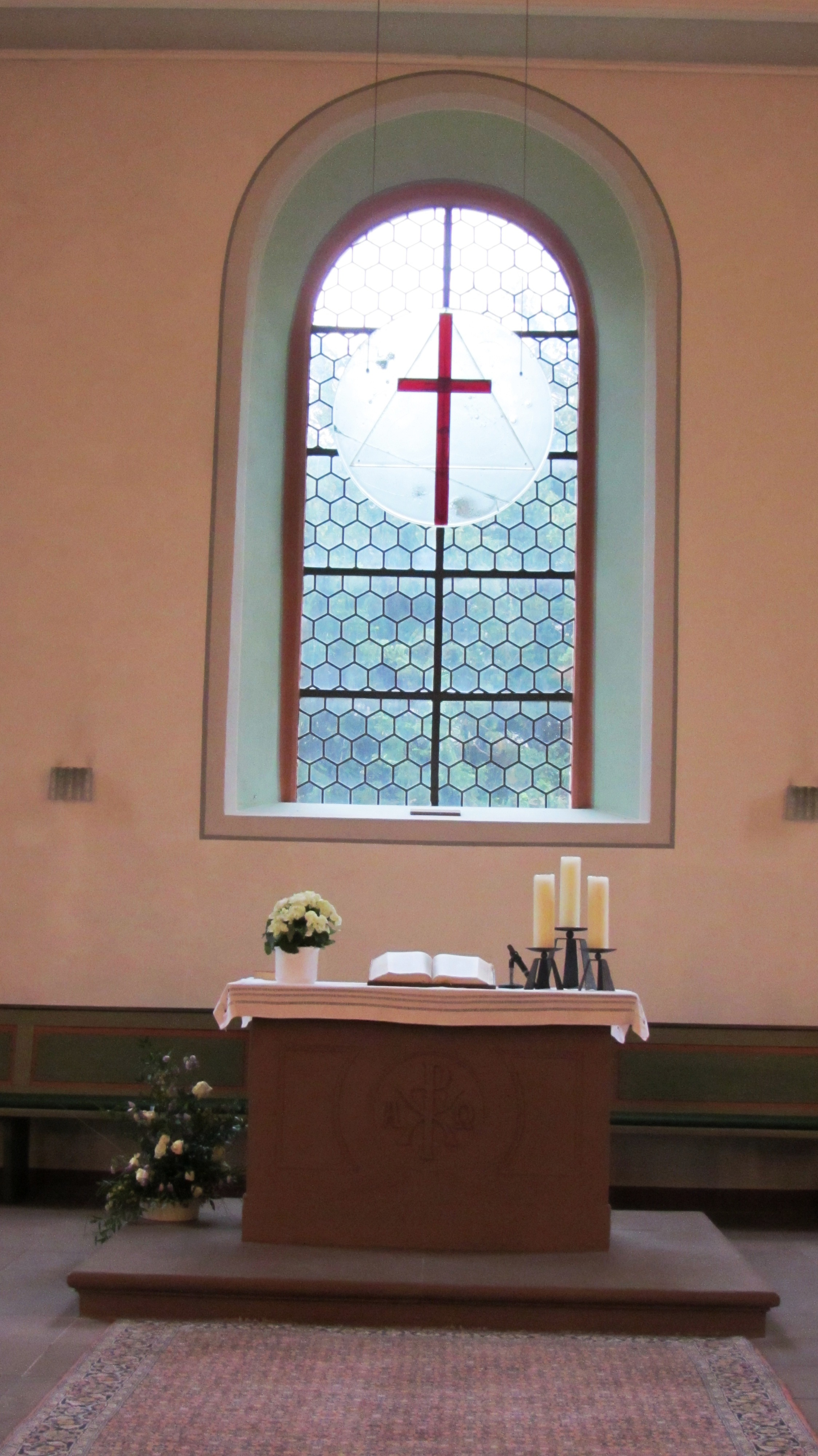
Altarraum
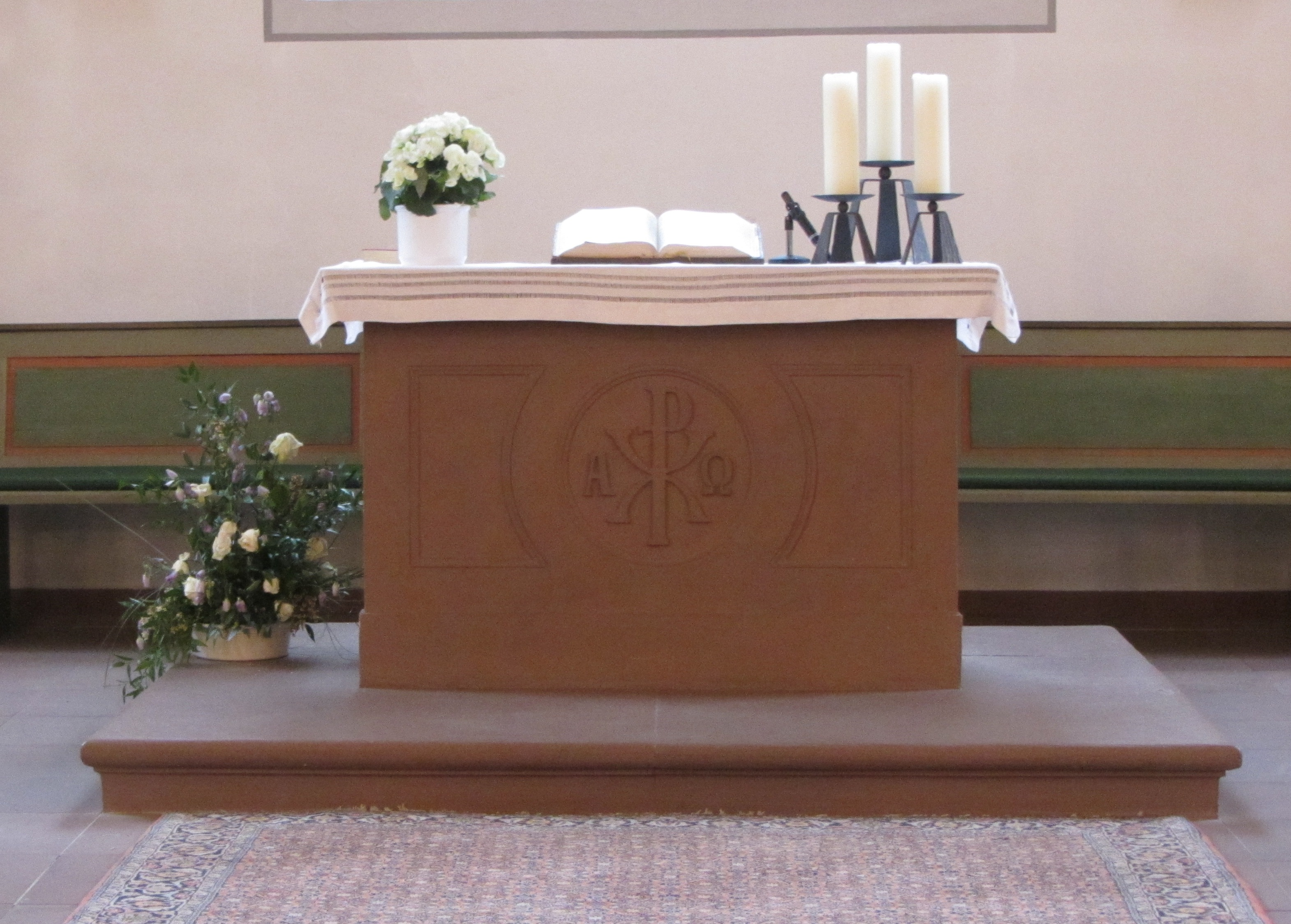
Altar
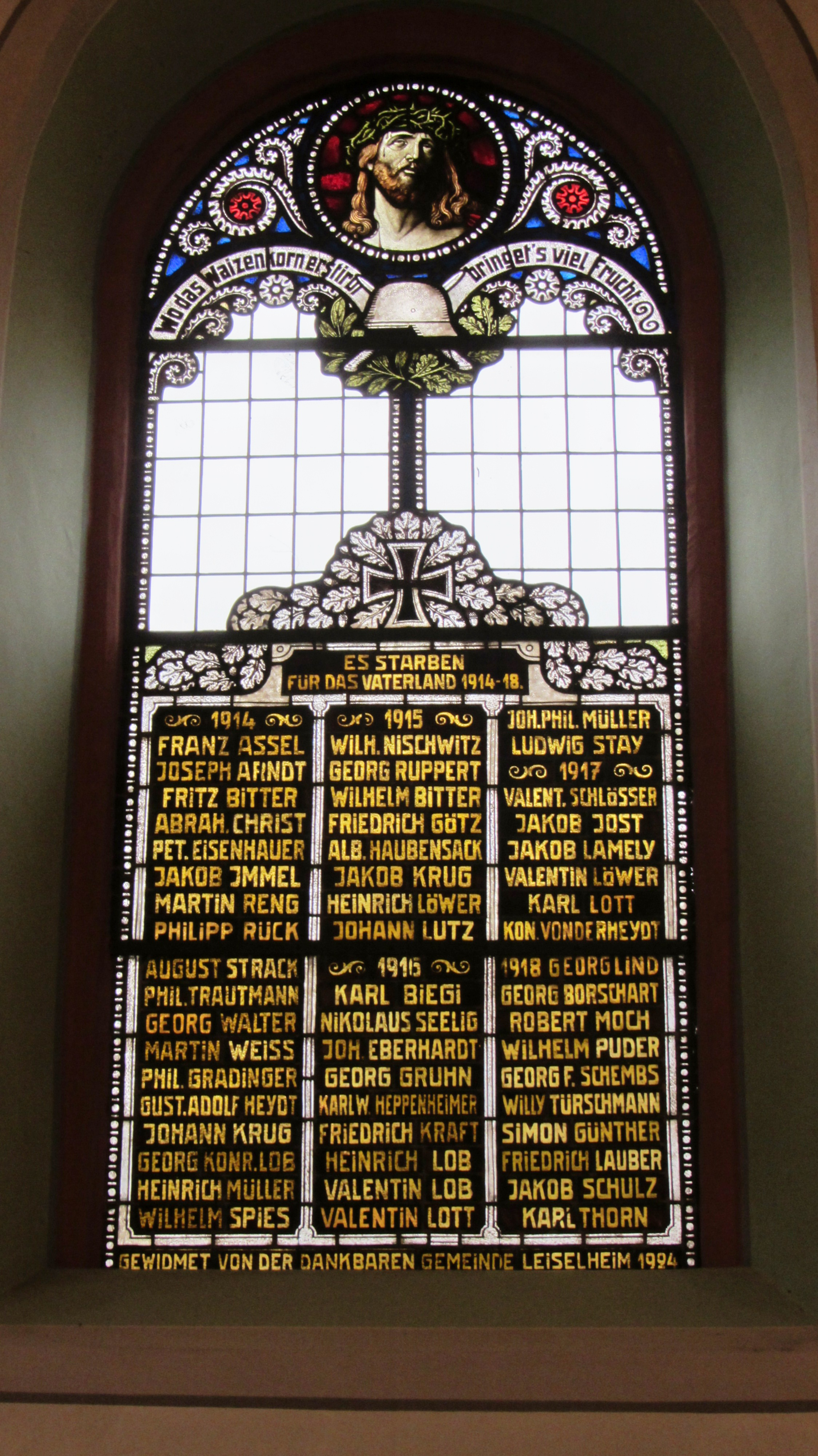
Fenster für die Gefallenen des Ersten Weltkriegs